# Moviment Rialles de Catalunya
Rialles, és una entitat sense ànim de lucre dedicada a la promoció i organització d'espectacles infantils i juvenils (teatre, titelles, animació de carrer, cinema, tallers...) i altres activitats, amb una atenció especial a les manifestacions culturals en llengua catalana.
Creat el 1972 a Terrassa, s'ha estès arreu del país en forma de grups locals de gent voluntària que s'apleguen per organitzar i oferir espectacles al públic petit i jove de la seva població, tant en activitats de tipus lúdic com escolar. Té una programació estable i continuada duta a terme per companyies d'actors professionals i voluntaris, entre la qual destaca l'oferta englobada sota el títol de L'Escola al Teatre, per acostar les arts escèniques (teatre, dansa i música) als infants escolaritzats.
Organitza la Mostra de Rialles ("Fira d'Espectacles Infantils i Juvenils dels Països Catalans"), una trobada dels diversos grups Rialles, programadors, artistes i companyies teatrals, que se celebra cada any en una ciutat diferent.
També atorga cada any, durant la festa de la Nit de Santa Llúcia, el Premi Rialles, que guardona grups i companyies dedicades al món de l'espectacle per a infants.
Forma part de l'Associació Cultural Cavall Fort – Drac Màgic – Rialles, dedicada des del 1977 a la promoció i el doblatge de films infantils i juvenils amb l'objectiu d'incrementar l'oferta cinematogràfica i videogràfica en català. El Moviment va rebre el 2000 la Creu de Sant Jordi.
El 1995, una cinquantena dels grups locals s'escindiren i formaren la Fundació Xarxa d'Espectacle Infantil i Juvenil de Catalunya.